# アートプラス
アートプラス株式会社（英文名称：ART PLUS CORPORATION）は、通信販売や輸入自動車の販売などを主力事業とするアート引越センター傘下の日本の小売業者である。

## 概要
同社は、宅配荷物照会コールセンターや運送タイムテーブル作成などを行うための、運送グループの企画開発会社として1981年2月に全日本流通株式会社として設立された。
1970代後半、規制緩和により運送業界は路線便主体の商業物流から、宅配便への参入が相次いだ。国内をくまなく戸口宅配するためには、日本全国を網羅した自社エリアが必要であり、日本で初めて宅配便を行った三八五貨物（現在の三八五流通）も配達エリアは限定されていた。日本通運やヤマト運輸などは地方の中小運送会社を買収など、自社によるエリア拡大を図った。
東海道 - 山陽道、九州・四国地区の営業免許を持っていた兵庫県にある日本運送（フットワークエクスプレスを経て現在のトールエクスプレスジャパン）は、北海道、東北、北関東、四国、九州を地盤とする地方運送会社と提携して、共通の宅配ブランドを作り、日本で初めて全国を網羅した宅配グループを形成した。そのブランド名が「フットワーク」であり、各社の共同出資により設立されたのが同社である。創業時の出資企業は下記のとおり。
- 大栄運輸興業 - 後のフットワークエクスプレス北海道 2009年自己破産申請
- 仙台運送
- 東海急便 - 途中脱退、西濃運輸グループへ
- 新日本運輸 - 本社 兵庫県豊岡市、近畿地方を中心に関東など全国各地に支店を持っていた。1992年に会社更生法の適用を申請し、フットワークエクスプレス傘下で再建を目指したが、同社の経営破綻により頓挫し、2002年に破産宣告を受け、自主廃業
- 福井貨物自動車
- 日本運送[2] - フットワークエクスプレスを経てトールエクスプレスジャパン
- 四国運輸
- 協栄便

フットワーク宅配グループは、全国での営業活動、樹木希林と岸部一徳が演じたTVCF効果、愛らしいダックスフントのイラストをシンボルに採用したコーポレートアイデンティティ戦略などにより、宅配便業界への参入は後発ながら業界3位に躍進した。しかしコンビニエンスストアでの受付契約や時間指定便、クール便等の新サービス等で遅れをとり、貨物の需要創造戦略をとる。その一翼が産地直送「うまいもの便」で、第一弾商材は北海道・夕張市の夕張メロンが選ばれた。
夕張メロンは熟度進行が早く、道内以外では一般家庭で食すことはできなかった。フットワークは、収穫から選果、農協から千歳空港までのトラック輸送、航空便、東京（羽田空港）・大阪（伊丹空港）・福岡空港からトラックターミナル（ハブ）、荷物の仕分け、翌日の宅配までのタイムテーブルを検証。不可能といわれていた夕張メロンの全国流通を成功させる。
その後、うまいもの便は低塩新巻鮭、サクランボ、活毛がに、松茸、活ホタテ、マンゴーなどを次々に商品化し、産地直送便を大成功させた。
更にアメリカの通販会社と提携し、カタログ通信販売事業を開始するなど「創造物流」を展開した。
1990年には社名をフットワークインターナショナル株式会社に変更し、本格的に海外展開に乗り出すが、海外企業の買収、不動産関連事業など本業以外への事業の多角化また、F1への投資などがことごとく失敗に終わった上、バブル景気崩壊の余波や乱脈経営の結果2001年に倒産、民事再生法申請に至った。2002年には旧首脳陣が、粉飾決算などにより証券取引法違反で逮捕されている。その後、在籍社員の出資により再生を行い2006年にアートコーポレーション傘下企業となる。
2016年に社名を「アートプラス株式会社」に変更した。

## アートスポーツ

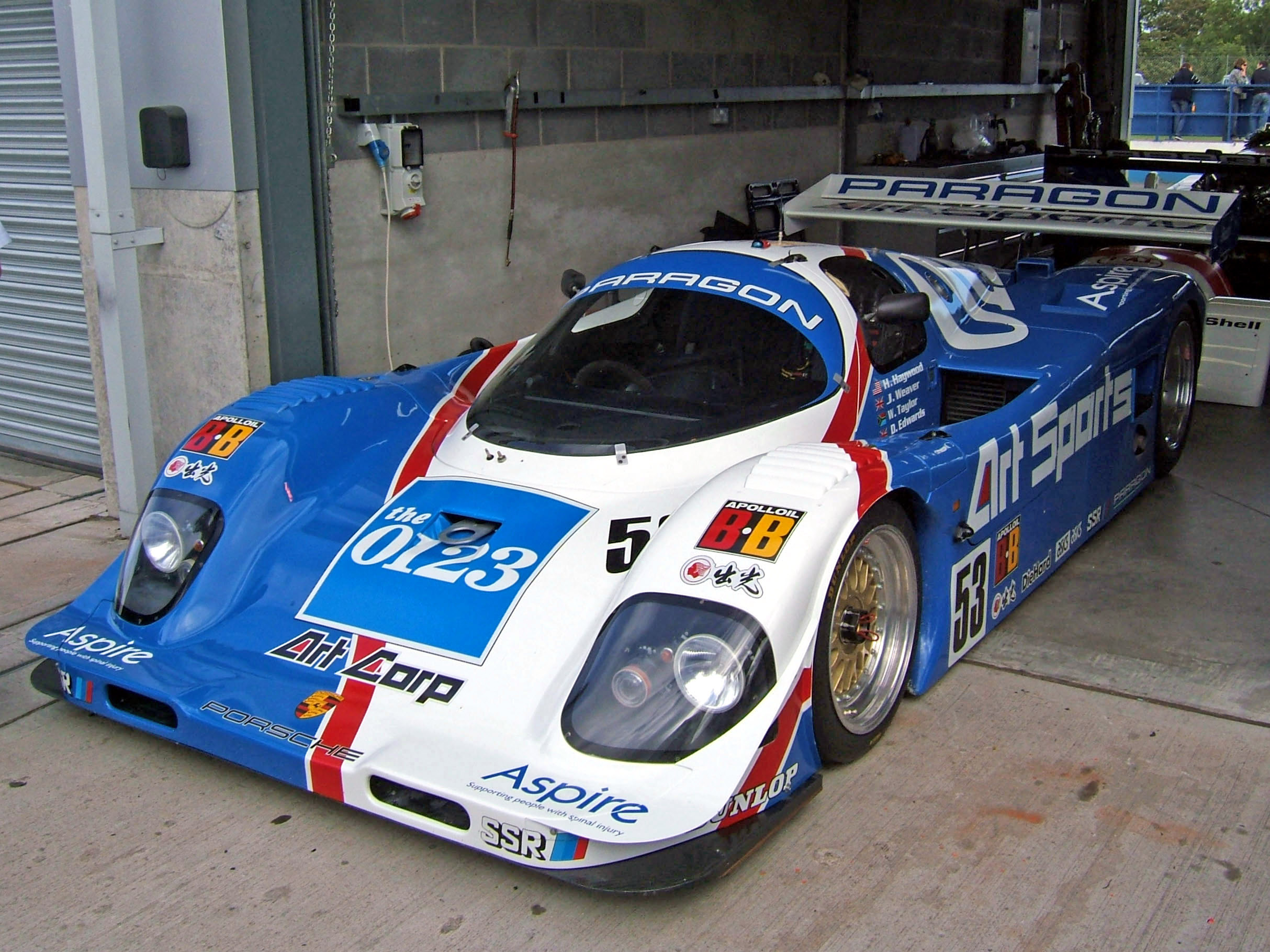
「Art Sports」のロゴが掲げられたポルシェ・962C

同社では、2023年現在「アートスポーツ（Art Sports）」の名前で輸入車販売事業も手掛けている。これは元々、アートコーポレーションが1980年代から手掛けていた事業を、2016年の社名変更時に移管されたものである。2023年現在は大阪にショールームを、千葉・横浜・大阪に整備拠点（関連会社の運営によるもの）を構えている。
輸入車の中でも特に高級スポーツカーに特化した販売を行っており、新車販売の他、主にフェラーリやポルシェ・ランチアなどの中古車を仕入れ、自社にてレストアを行い販売することが多い。

### モータースポーツ事業
1980年代後半のバブル景気期には、アートコーポレーション系が全日本スポーツプロトタイプカー耐久選手権（JSPC）に参戦するポルシェ・962Cや、IMSA GT選手権に参戦するフェラーリ・F40などのスポンサーを務めていた。一方で旧フットワーク系は、F1チームのアロウズを買収するなど、ともにモータースポーツ事業を手掛けていた。しかし、バブル崩壊と共にそれらの活動は全て打ち切られている。

## 沿革
- 1981年2月　全日本流通株式会社として設立「宅配便事業」開始
- 1981年5月　東京支社開設
- 1982年5月　産地直送「うまいもの便」開始
- 1982年7月　荷物追跡システム導入、全国オンライン化
- 1983年3月　カード会社と提携、会員制カードサービス開始
- 1984年4月　社名をフットワーク株式会社に変更
- 1984年4月　海外宅配「ワールド便」開始
- 1984年8月　水産会社と提携、北海道に「えりも水産加工工場」開設
- 1985年6月　北海道支社開設
- 1986年8月　米国通販会社の総代理店契約、カタログ通販事業開始
- 1986年11月 フットワークUSAを米国に設立（貿易業）
- 1986年12月 大阪証券取引所第2部特別指定銘柄に上場
- 1987年6月　フットワーク香港を香港に設立
- 1987年7月　デリカショップを米国サンフランシスコに開店
- 1987年12月 シーフードレストランを米国ハワイに開店
- 1988年4月　コーリアンフットワークを韓国に設立（貿易）
- 1988年6月　複合商業店舗を大阪に開店、レストラン・アパレル事業開始
- 1988年7月　フットワークパシフィックを米国に設立（商業）
- 1988年10月 フットワークリカーを設立、酒類販売開始
- 1988年12月 フットワークプロダクション設立（映画制作・広告芸能事業）
- 1988年12月 フットワークUKを英国に設立（商業）
- 1989年4月　フットワークフーズを設立、アイスクリーム製造販売開始
- 1990年3月　F1チームのアロウズを買収
- 1990年3月　フットワークグランプリインターナショナルLtdを英国に設立
- 1990年3月　フットワークレーシングを設立
- 1990年3月  フットワークのチーム名でF1参戦を開始
- 1990年3月　フットワークオセアニアをオーストラリアに設立（不動産事業）
- 1990年4月　社名をフットワークインターナショナル株式会社に変更
- 1990年5月　フットワーク出版を設立、出版事業開始
- 1990年7月　フットワークリアルティを米国に設立、不動産開発事業開始
- 1990年8月　フットワークヨーロッパホールディングをオランダに設立
- 1990年8月　フットワークネザーランドをオランダに設立
- 1990年10月 長野県斑尾高原ヒルサイドホテルを買収
- 1990年11月 ドイツのホテル「シュタイゲンベルガー･ベルリン」を買収
- 1991年3月　フットワークセールスを設立、食品卸売業開始
- 1991年9月　大阪証券取引所第2部に指定（証券コード:8210）
- 1991年9月　英国の宝飾品メーカー、デビットモーリスを買収
- 1991年10月  フットワークF1チームのドライバーに鈴木亜久里の起用と無限-ホンダエンジンの獲得を発表しオールジャパン体制を構築
- 1991年11月 ドイツの運輸大手「ハマハーグループ」買収
- 1992年6月　フットワークイサーナを設立、水の宅配、弁当宅配事業開始
- 1994年1月  フットワークF1チーム運営からの撤退を発表
- 1995年5月　名古屋支社開設、アロウズを売却しF1から完全に撤退
- 2001年3月　経営破綻、大阪地方裁判所に民事再生法申請。宅配便事業撤退
- 2005年10月 民事再生手続きの終結決定
- 2006年1月　全発行済み株式をアートコーポレーションへ売却。アートコーポレーションのグループ会社となる
- 2016年11月　「フットワークインターナショナル株式会社」を「アートプラス株式会社」へ社名変更
- 2016年12月 アートスポーツ事業部と購買課をアートコーポレーションから事業移管
- 2017年7月 本店所在地をアートコーポレーションと同じクリスタルタワー16階へ移転

## かつてフットワークプロダクションに所属していたタレント
- 渋谷琴乃 （後に「石井光三オフィス」へ移籍）
- 乃生佳之 （途中で「スノーベア」とも業務提携）
- 紺野千春
- 小野寺彩
- 田井村恵輝
- クロッキー班長

## かつての提供番組
全て大橋グループ名義
- 木曜劇場（フジテレビ、1989年頃 - 1990年3月後任は三菱自動車）